# Goleši
Goleši (en serbe cyrillique : Голеши) est un village de Bosnie-Herzégovine. Il est situé sur le territoire de la ville de Banja Luka et dans la république serbe de Bosnie. Selon les premiers résultats du recensement bosnien de 2013, il compte 384 habitants.

## Géographie

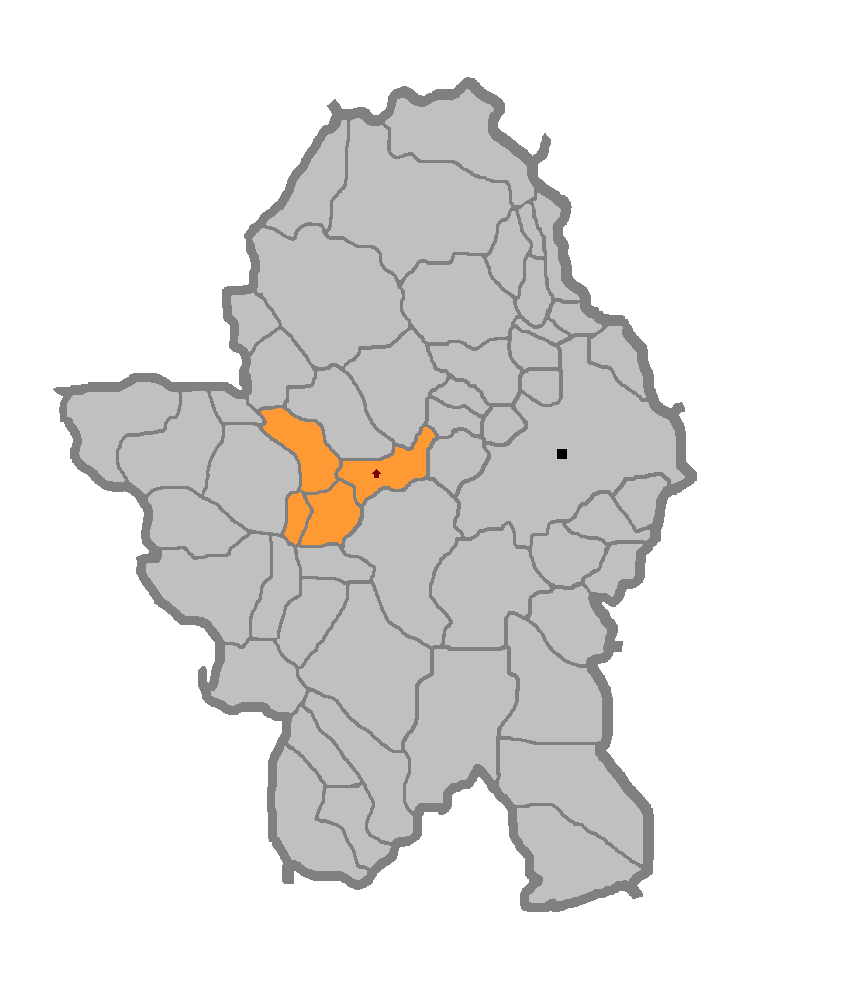
Localisation de la communauté locale de Goleši dans la ville de Banja Luka

Le village est situé à la confluence des rivières Golešica et Surtolija.

## Démographie

### Évolution historique de la population dans la localité
| 1948 | 1953 | 1961  | 1971  | 1981  | 1991 | 2013 |
| ---- | ---- | ----- | ----- | ----- | ---- | ---- |
| -    | -    | 1 455 | 1 348 | 1 040 | 827  | 384  |

|  |

### Communauté locale
En 1991, la communauté locale de Goleši comptait 2 214 habitants, répartis de la manière suivante :

## Personnalités
- Đuro Damjanović, écrivain
- Boško Đurđević, acteur